# Het Aambeeld: het katholiek weekorgaan
Het Aambeeld: het katholiek weekorgaan was een verzetsblad uit de Tweede Wereldoorlog, dat vanaf maart 1945 tot en met 30 juni 1945 in Leeuwarden werd uitgegeven. Het blad verscheen wekelijks. Het werd gestencild en de inhoud bestond voornamelijk uit opinie-artikelen.
Het blad behandelde geestelijke, culturele en sociaal-economische problemen vanuit een rooms-katholiek standpunt.

## Betrokken personen
- De hoofdredacteur van dit blad was G. Groothoff